# TOEFL
 (енгл. Test Of English as a Foreign Language, ”тест енглеског као страног језика”) је тест, за испитивање знања страних студената који желе да слушају наставу на колеџима и универзитетима САД. TOEFL развија и спроводи независна организација ETS (Educational Testing Service, ”Служба за образовно испитивање”) Већина институција високог школства са енглеског говорног подручја признаје скор на TOEFL тесту као одређење студентових говорних вештина, и у случајну довољно високог скора, задовољавања критеријума за похађање наставе.